# LEP/DELPHI
DELPHI (DEtector with Lepton, Photon and Hadron Identification) es el nombre de uno de los cuatro detectores que operaron en el acelerador de partículas LEP.
Fue diseñado como un detector de propósito general con un especial énfasis en la identificación de partículas, incluso en el caso de sucesos complejos. Entre sus características más relevantes se encuentra el uso de detectores de efecto Cherenkov (Ring Imaging CHerenkov counters, RICH) para la identificación de trazas dentro de jets, la información tridimensional que proporciona tanto para partículas cargadas como neutras, la elevada granularidad de la mayoría de sus componentes y su precisión en la reconstrucción de vértices.
DELPHI se encontraba instalado en una caverna subterránea a 100 m por debajo del nivel del suelo. En la figura inferior puede observarse la estructura general del detector. Constaba de una sección cilíndrica, el barril, y dos tapas que pueden abrirse axialmente, más un detector de luminosidad situado en el túnel de LEP. DELPHI tenía en conjunto un diámetro de más de 10 m y
un peso total cercano a las 3500 Tm.
Un solenoide superconductor de 7.4 m de longitud y 5.2 m de diámetro interior proporcionaba un campo magnético altamente uniforme de 1.2 T en la dirección del haz, el cual permitía distinguir la carga de las partículas por el sentido de la curvatura de su trayectoria en el seno del detector.
El sistema de detección de trazas se estructuraba alrededor del tubo del haz. En la zona del barril estaba formado por distintos subdetectores optimizados para definir la posición de la partícula a su paso por ellos. Consistía en el detector de microvértices, el detector interno, la cámara de proyección temporal y el detector externo. Las cámaras forward A y B contribuyen en la zona de las tapas. Los detectores RICH se hallaban intercalados entre estos detectores y proporcionan una ayuda en la identificación de los tipos de partículas que los atraviesaban.
Los calorímetros electromagnéticos se situaban alrededor de los detectores anteriores tanto en la zona del barril como en la zona forward. Rodeaban a éste, el retorno del imán y el calorímetro hadrónico en la zona del barril. Finalmente, en las zonas más externas de DELPHI se encontraban las cámaras de muones la cual contribuía de forma decisiva a la identificación de estos leptones.
- Datos: Q2837494